# خوسيه موريرا
خوسيه موريرا (بالبرتغالية: José Moreira‏) (20 مارس 1982 في البرتغال - ) هو لاعب كرة قدم برتغالي في مركز حراسة المرمى، شارك في الألعاب الأولمبية الصيفية 2004 وبطولة أمم أوروبا 2004. وشارك مع منتخب البرتغال تحت 20 سنة لكرة القدم ومنتخب البرتغال تحت 21 سنة لكرة القدم ومنتخب البرتغال لكرة القدم. أما مع النوادي، فقد لعب مع سوانزي سيتي ونادي أولهانينسي ونادي أومونيا ونادي بنفيكا وS.L. Benfica B ‏ وحاليا يعمل مدرب حراس في نادي الهلال السعودي

## وصلات خارجية
- خوسيه موريرا على موقع قاعدة بيانات كرة القدم.إي يو (الإنجليزية)
- خوسيه موريرا على موقع ناشيونال فوتبول تيمز (الإنجليزية)
- خوسيه موريرا على موقع Soccerbase.com (لاعب) (الإنجليزية)
- خوسيه موريرا على موقع Soccerway.com (الإنجليزية)
- خوسيه موريرا على موقع عالم كرة القدم.نت (الإنجليزية)
- خوسيه موريرا على موقع أوليمبيديا (الإنجليزية)
- خوسيه موريرا على موقع AS.com (الإسبانية)